# 常磐津小文字太夫

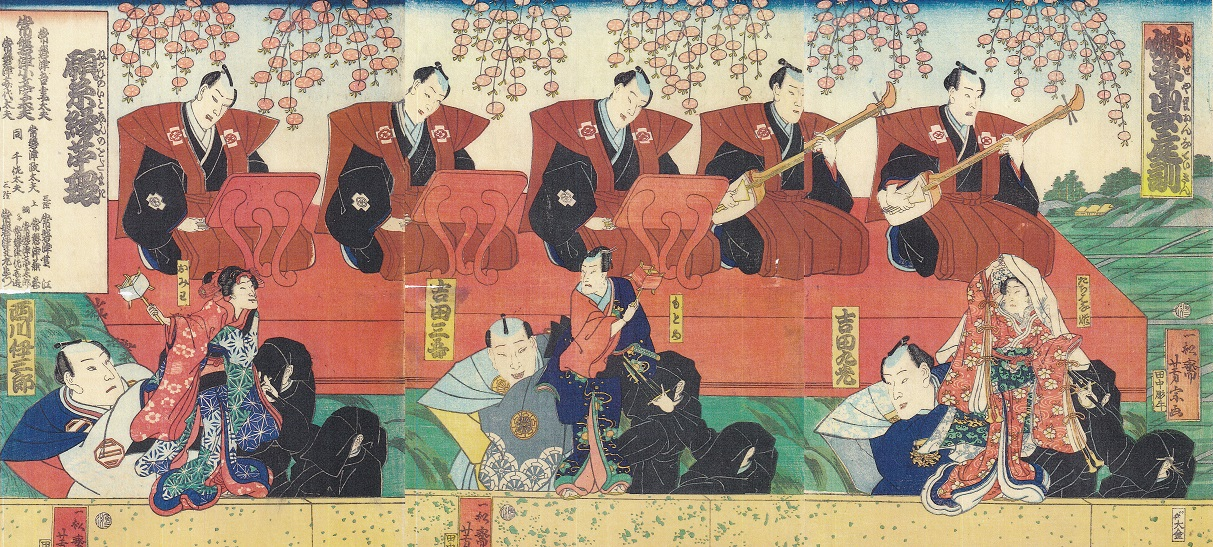
歌舞伎の出語りが本業の常磐津が、人形浄瑠璃の出語りをした貴重な錦絵。六代目常磐津小文字太夫社中。『妹背山女庭訓（願糸縁苧環
）』。初代歌川芳宗（一松斎芳宗）画。

常磐津 小文字太夫（ときわづ こもじだゆう）は、浄瑠璃（三味線音楽・語り物）の1つ、常磐津節の宗家・家元である常磐津文字太夫の前名として名乗る。代数は、富本節を創始し常磐津を離れた初代小文字太夫、五代目文字太夫を襲名したが、のちに豊後大掾と確執が生じ離縁となった四代目小文字太夫、通称桐生小文字と呼ばれ、やはり家元から離縁となった五代目小文字太夫の三人を含めない数え方や、小文字太夫を名乗ったすべての人を含めた数え方などがある。

## 初代
享保元年（1716年）－明和元年（1764年）。
宮古路豊後掾の門弟、宮古路小文字太夫。1747年に兄弟子である宮古路文字太夫（後の初代常磐津文字太夫）が常磐津節を創設した時に、初代常磐津小文字太夫と改名し脇語りをつとめる。1748年に独立して富本豊志太夫と名乗り富本節を興した（この富本から清元節が創設される）。1749年に受領して「富本豊前掾藤原敬親」となる。1760年に再び受領して「富本筑前掾」となる。

## 二代目
寛政4年（1792年）－文政2年（1819年）。
後の常磐津八世家元・三代目常磐津文字太夫。

## 三代目
文化元年（1804年）－文久2年（1862年）。
後の常磐津九世家元・四代目常磐津文字太夫。初代常磐津豊後大掾。

## 四代目
文政5年（1822年）－明治2年（1869年）。
後の常磐津十世家元・五代目常磐津文字太夫。

## 五代目
生没年不詳。
常磐津九世家元・四代目常磐津文字太夫（初代豊後大掾）の養子。上州桐生の生まれであることから通称「桐生小文字」と呼ばれる。俗称は新安。1858年五代目文字太夫が離縁されたため養子に迎えられ、五代目小文字太夫を襲名。1862年に初代常磐津豊後大掾が没すると江戸三座で立語りをつとめるようになるが、義父の歿後まもなく故あって家元家を離縁となり、1863年、中村座の顔見世番付筆頭に記されたのを最後とし、家元家を離れて故郷の上州桐生に帰り静かに没したとされる。
代表曲：「五色晒」「市原野」等

## 六代目
天保12年（1841年）－明治5年（1872年）。
常磐津十一世家元。九世家元・四代目常磐津文字太夫(初代豊後大掾）の実子。本名・常岡佐六。通称は佐六文中。
義兄弟の五代目文字太夫・五代目小文字太夫が相次いで離縁されたため若くして家元の後継者となる。1864年2月中村座「色直肩毛氈」で常磐津太夫文中の名で初舞台。同年10月中村座「廂の春酒宴嶋台」で小文字太夫を襲名。名優四代目市川小團次が座頭をつとめ、江戸三座座主（中村勘三郎・十三代目市村羽左衛門・十二代目守田勘弥）、團菊左（初代河原崎権十郎時の九代目市川團十郎・十三代目市村羽左衛門時の五代目尾上菊五郎・初代市川左團次）が揃った60年ごとに開催される中村座寿狂言口上の錦絵に描かれている。以後も引き続き三座に出勤し活躍した。1869年7月中村座「大都会成扇絵合」では三代目常磐津文字太夫五十回忌・初代市川男女蔵三十七回忌・四代目常磐津文字太夫七回忌と称し「助六」など全四段の浄瑠璃を一門総出で上演した。明治維新後には常磐津、初世家元前名の頭文字をそれぞれ取り苗字を得た。1872年中村座「積恋雪関扉」を最後に31歳で早世してしまうが、その後は妻ツネが「常磐津太夫・文中（太夫文中）」の名で流儀をよく取りまとめる。
代表曲：「紅かん」「助六」「松花宮古路」等

## 七代目
天保13年（1842年）－明治39年（1906年）。
常磐津十二世家元。十一世家元六代目小文字太夫（通称・佐六文中）妻である常岡ツネ（十三世預家元・太夫文中）の養子。本名・山蔭（常岡）忠助。後の初代常磐津林中。
幼少のころ和登太夫に入門し小和登太夫を許される。その後に初代豊後大掾の内弟子となり、1862年に豊後大掾が没すると初代松尾太夫の門下となる。1879年まで二代目松尾太夫を名乗っていたが、新富座座元の十二代目守田勘弥の世話で家元家に養子に入り七代目小文字太夫を襲名。1882年には1860年以来分れていた常磐津三味線方岸澤派との和解を成立させ、1884年には記念曲として「松島」を作曲。1886年以降に家元家を故あって離れたあとは、初代常磐津林中となり出勤している。豪快で自由闊達、変幻自在の語り口で近世邦楽史不出世の名人とされ、清元節家元五代目清元延寿太夫、長唄研精会を創始した四代目吉住小三郎（吉住慈恭）など他流の名人からも一目置かれる。明治39年の万朝報には「名人と称へられたるは、僅かに能楽の梅若六郎（五十二世。初世梅若実）、宝生九郎（宝生流十六世宗家）と常磐津の林中と三人なりし…」と高い評価を受けている。また、明治維新の功労者の一人である後藤象二郎は林中の語り口を非常に好んでいた。
代表曲：「釣女」「松島」「白糸」「羽衣」等

## 八代目
嘉永4年（1851年）－昭和5年（1930年）。
後の常磐津十四世家元・六代目常磐津文字太夫。二代目常磐津豊後大掾。佐六文中（常磐津十一世家元・六代目小文字太夫・常岡佐六）妻である常岡ツネの養子。本名・常岡丑五郎。

## 九代目
明治30年（1897年）－昭和26年（1951年）。
後の常磐津十五世家元・七代目常磐津文字太夫。六代目文字太夫の甥子。本名・常岡鑛之助。

## 十代目
大正7年（1918年）－平成3年（1991年）。
後の常磐津十六世家元・八代目常磐津文字太夫。七代目文字太夫の長男。本名・常岡晃。

## 十一代目
詳細は「常磐津文字太夫 (9代目)」を参照

## 十二代目
詳細は「常磐津小文字太夫(12代目)」を参照